# Methanolacinia
Methanolacinia (лат.) — род архей из семейства Methanomicrobiaceae порядка Methanomicrobiales. Клетки имеют палочковидную форму, непостоянный диаметр 0.6 мкм и длину 1.5 - 2.5 мкм. Не формируют эндоспоры. Большинство бактерий неподвижны, но некоторые имею один жгутик. Облигатные анаэробы. Производят метан за счёт реакции двуокиси углерода с водородом, однако не используют формиатные, ацетатные и метильные соединения в качестве субстратов.

## Классификация
На июнь 2017 года в род включают 2 вида:
- Methanolacinia paynteri (Rivard et al. 1984) Zellner et al. 1990typus
- Methanolacinia petrolearia Göker et al. 2015